# Paullinia turbacensis
Paullinia turbacensis är en kinesträdsväxtart som beskrevs av Carl Sigismund Kunth. Paullinia turbacensis ingår i släktet Paullinia och familjen kinesträdsväxter. Inga underarter finns listade i Catalogue of Life.